# Puerto Arica
Puerto Arica est un corregimiento départemental de Colombie, situé dans le département d'Amazonas.

## Démographie
Selon les données récoltées par le DANE lors du recensement de la population colombienne en 2005, Puerto Arica compte une population de 1 343 habitants.